# Sotang
Sotang is een bestuurslaag in het regentschap Tuban van de provincie Oost-Java, Indonesië. Sotang telt 1115 inwoners (volkstelling 2010).